# Lafresnaya lafresnayi
Colibri-aveludado ou beija-flor-de-peito-aveludado (Lafresnaya lafresnayi) é uma espécie de ave da família Trochilidae (beija-flores). É a única espécie do género Lafresnaya. Este beija-flor foi baptizado em honra do ornitólogo Frédéric de Lafresnaye.
Pode ser encontrada nos seguintes países: Colômbia, Equador, Peru e Venezuela.
Os seus habitats naturais são: regiões subtropicais ou tropicais húmidas de alta altitude e florestas secundárias altamente degradadas.